# BA-20 (automitrailleuse)
La BA-20 (russe : Broneavtomobil 20) est une automitrailleuse soviétique, développée dans les années 1934, et produite pour l'Armée rouge à partir de 1935. 

## Développement
L'automitrailleuse de reconnaissance est développée en 1934 et construite à partir de 1935. Le véhicule était principalement utilisé par les membres de l'état-major. La première version a été utilisée durant la guerre d'Espagne, l'invasion soviétique de la Pologne et sur le front de l'est. 4 800 exemplaires ont été construits,,.

## Versions
- BA-20, version initiale
- BA-20M,
- BA-20ZhD, sur rail
- BA-21, prototype depuis 1938
- LB-23, prototype depuis 1939

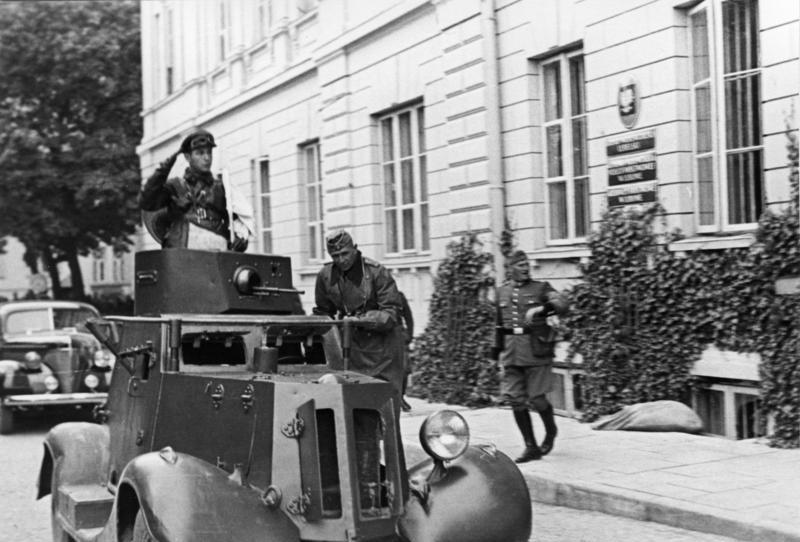
BA-20 à Lublin en 1939.
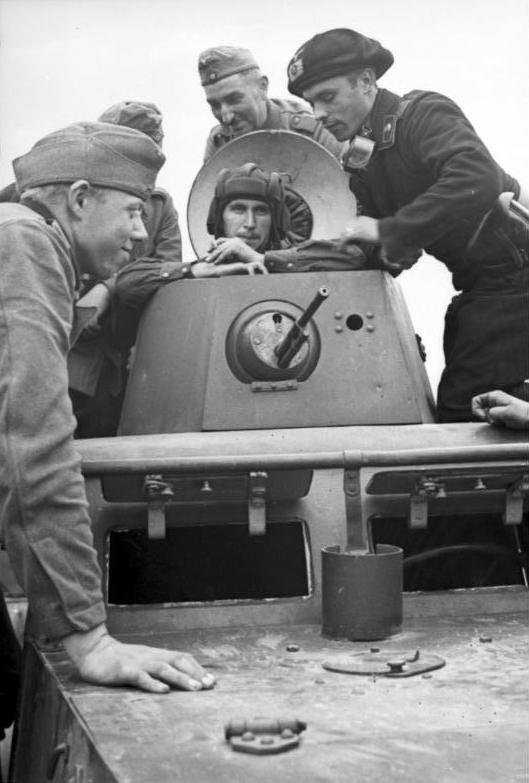
BA-20 à Brest-Litowsk en 1939.
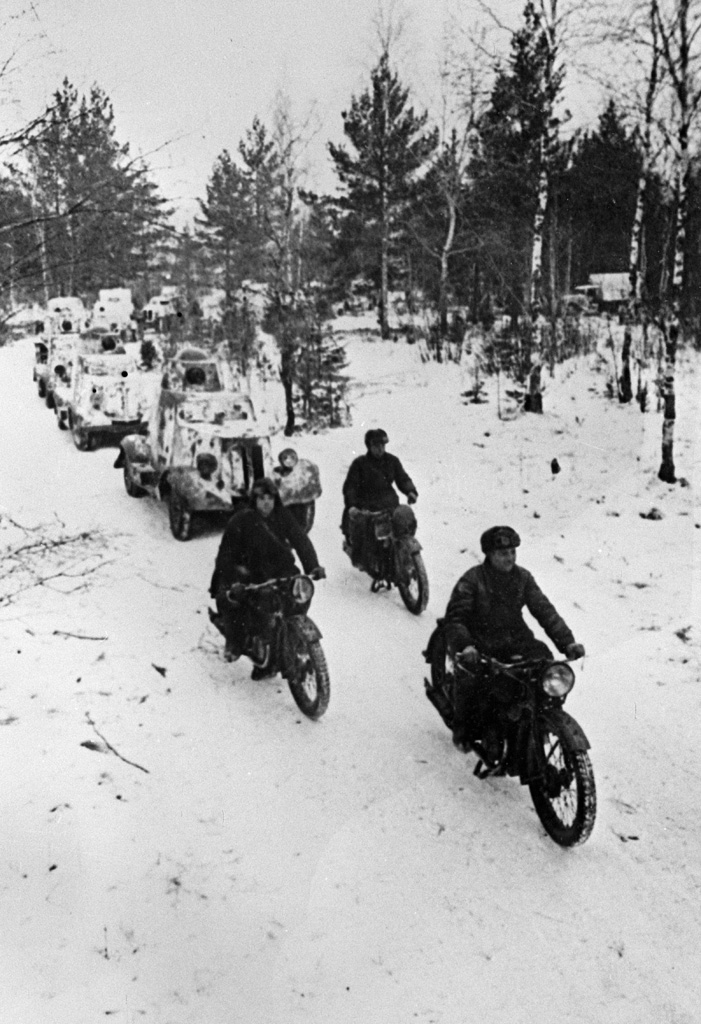
En décembre 1941. Photo Arkadi Chaïkhet